# 고스트 & 크라임
《고스트 & 크라임》(Medium)은 2005년 1월 3일부터 2011년 1월 21일까지 NBC와 CBS에서 방영된 텔레비전 드라마이다. 주인공 앨리슨 드부아는 동명의 실존인물의 삶에 기초하고 있다.

## 줄거리
영매 앨리슨이 애리조나주 피닉스 지방검사실 자문으로 활약하는 과정을 그렸다. 앨리슨과 남편 조 사이의 세 딸 역시 앨리슨의 능력을 물려 받았다는 것이 밝혀진다.

## 배역
- 퍼트리샤 아켓 - 앨리슨 드부아(한국판 성우 - 차명화)
- 제이크 웨버 - 조 드부아(한국판 성우 - 이재용)
- 미겔 샌도벌 - 드발로스 검사(한국판 성우 - 설영범)
- 소피아 바실리에바 - 아리엘 드부아(한국판 성우 - 한수경)
- 마리아 라크 - 브리짓(한국판 성우 - 홍영란)